# 东胡村 (章丘市)
东胡村，中华人民共和国山东省济南市章丘市高官寨镇所辖的一个行政村。全行政村人口195户778人。耕地面积1470亩。行政区划代码370181114205。